# 貝爾梅克河 (黑沃河支流)
51°25′29″N 8°16′59″E / 51.4246555556°N 8.2830527778°E
貝爾梅克河（德語：Bermecke），是德國的河流，位於該國西部，處於北萊茵-威斯特法倫州，河道全長4.7公里，流域面積5.3平方公里，發源自默訥水庫以北。